# 缨鹃鵙
缨鹃鵙（学名：Coracina fimbriata）是山椒鸟科鸦鹃鵙属的一种。分布于文莱、印度尼西亚、马来西亚、缅甸、新加坡和泰国。